# Rita Paul

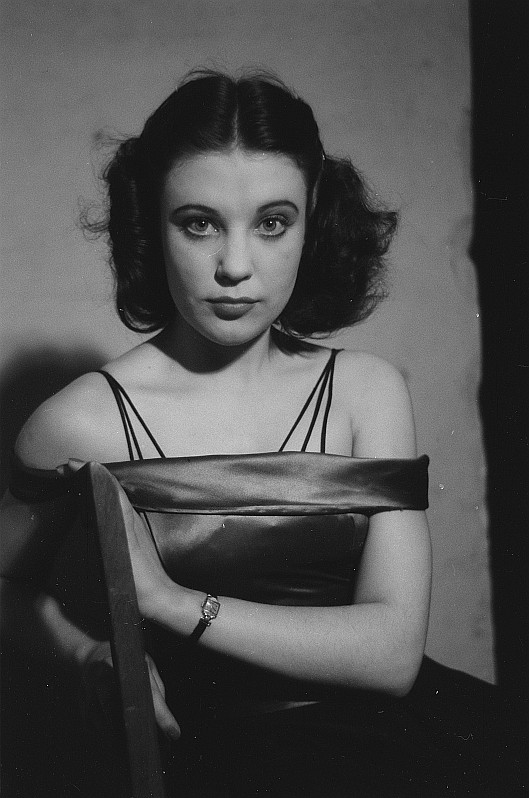
Rita Paul, 1949

Rita Brigitte Paul (* 2. Dezember 1928 in Berlin; † 27. März 2021 ebenda) war eine deutsche Sängerin, Schauspielerin und Kabarettistin.

## Leben
Paul war erfolgreiche Schlagersängerin der 1950er Jahre, nachdem Walter Jenson sie bereits 1945 im Crusader Club in Hamburg entdeckt hatte. Oft trat sie zusammen mit Bully Buhlan auf. Nebenbei wirkte sie in einigen Spielfilmen mit, in denen sie ebenfalls mehrfach als Sängerin eingesetzt wurde. Als Mitglied der Insulaner machte sie sich zudem als Kabarettistin einen Namen. Mit dem Aufkommen des Rock and Roll geriet Pauls Karriere gegen Ende der Dekade ins Stocken. Sie heiratete einen Wissenschaftler und zog mit ihm für eine Weile in die USA, wo sie sich fast nur noch als Hausfrau und Mutter betätigte. In dieser Zeit wirkte sie allerdings in drei amerikanischen Spielfilmen mit und nahm auch einige Schallplatten auf.
Nach ihrer Rückkehr versuchte sie, ihre Karriere in Deutschland fortzusetzen, konnte aber an ihre alten Erfolge nicht mehr anknüpfen. In Wenn die Heide blüht, einem 1960 gedrehten Kriminal- und Heimatfilm, war sie als Partnerin von Joachim Hansen zu sehen. Bis in die 1980er Jahre hinein trat sie noch in diversen Nostalgiesendungen im Fernsehen auf, zog sich dann aber ins Privatleben zurück.
Rita Paul verstarb am 27. März 2021 im Alter von 92 Jahren in einer Einrichtung für betreutes Wohnen in Berlin-Zehlendorf.

## Filmografie (Auswahl)
- 1948: Berliner Ballade
- 1950: Skandal in der Botschaft
- 1950: Der Mann, der sich selber sucht
- 1952: Heimweh nach Dir
- 1952: Tanzende Sterne
- 1953: Schlagerparade
- 1953: Das singende Hotel
- 1955: Die Drei von der Tankstelle
- 1955: Ein Herz bleibt allein
- 1957: Under Fire
- 1958: Fräulein
- 1960: Wenn die Heide blüht
- 1961: Berliner Bilderbogen (Fernsehserie)
- 1962: Die Insulaner (Fernsehfilm)

## Lieder (Auswahl)
- Meine Freundin Barbara, 1948
- Bobby, back’ einen Kuchen (mit dem RIAS-Tanzorchester unter Werner Müller), 1950
- Ich zähl’ mir’s an den Knöpfen ab, 1951
- Spiel mir eine alte Melodie, 1952
- Mäcki-Boogie (mit Bully Buhlan und dem RIAS-Tanzorchester unter Werner Müller), 1952
- La Luna Romantica, 1962